# Potstal (Oost-Brabant)

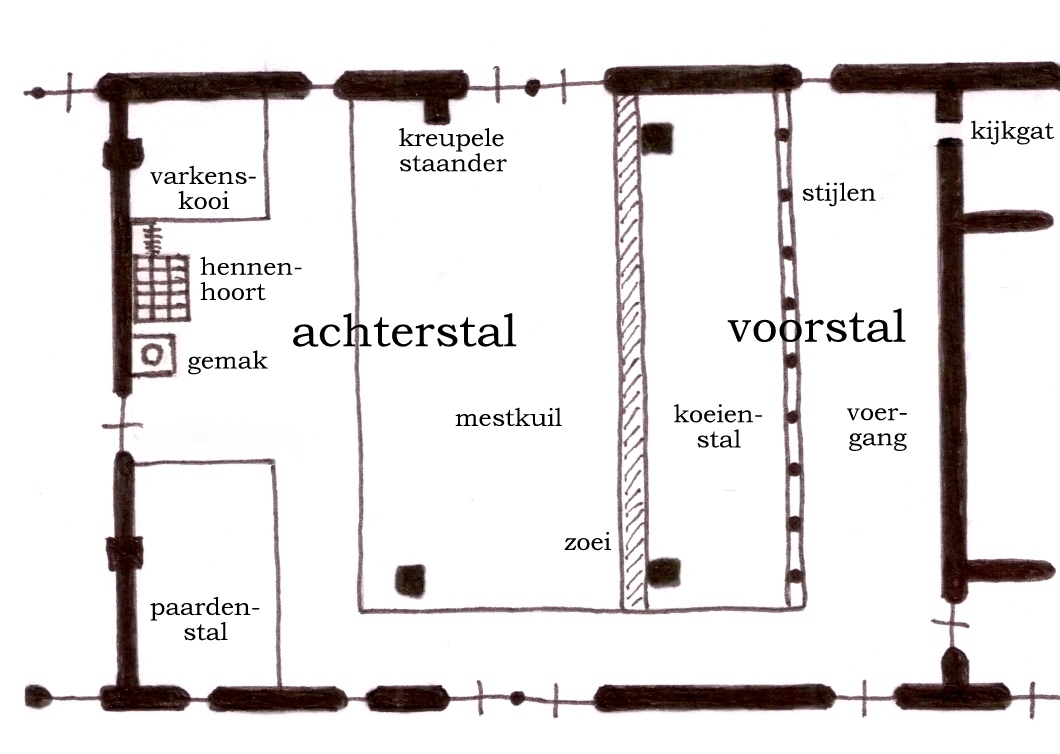
Reconstructie van de potstal van de Plashoeve te Lieshout, met links van de stal de schuur en rechts het voorhuis

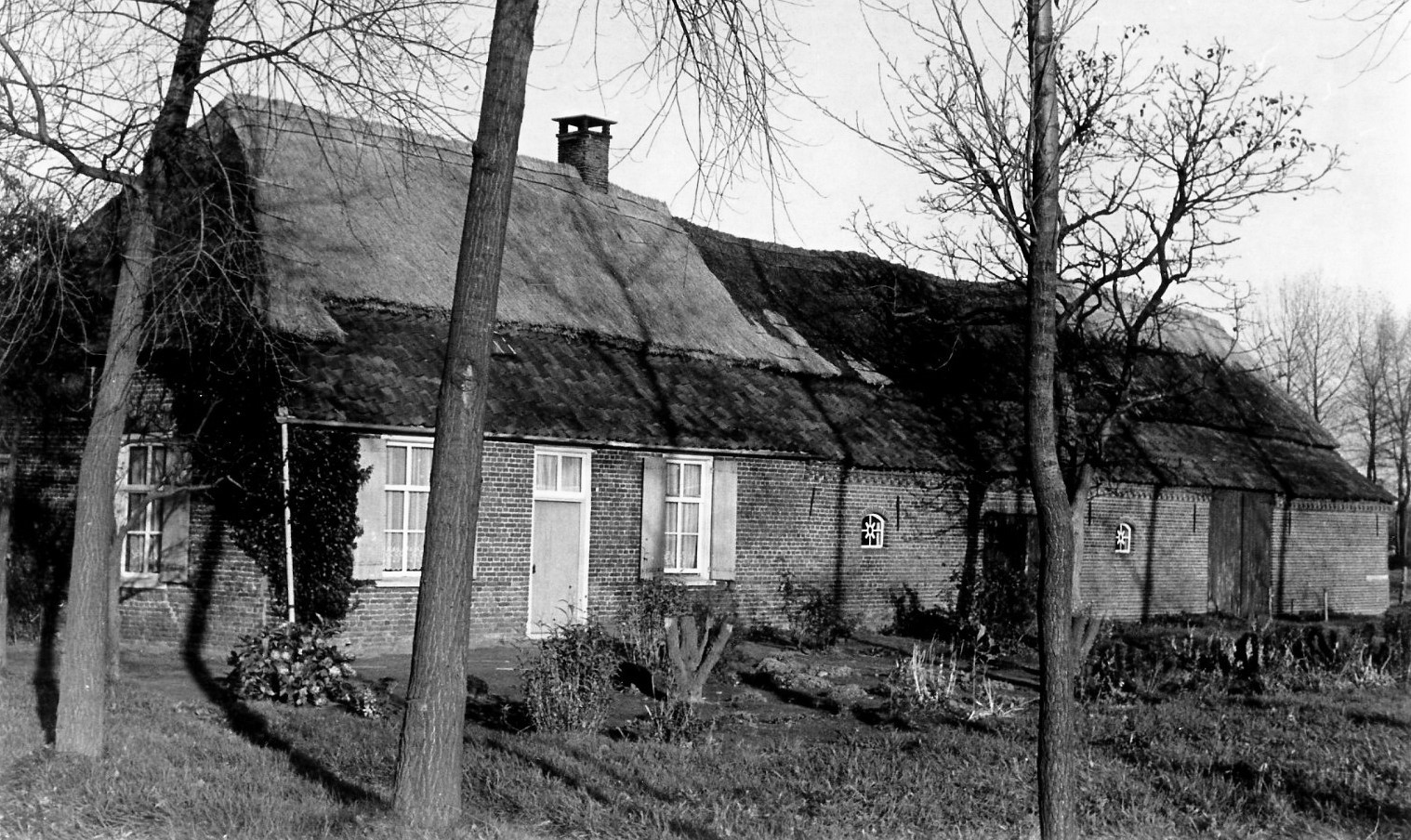
De Plashoeve omstreeks 1950, met het stalgedeelte rechts van het voorhuis

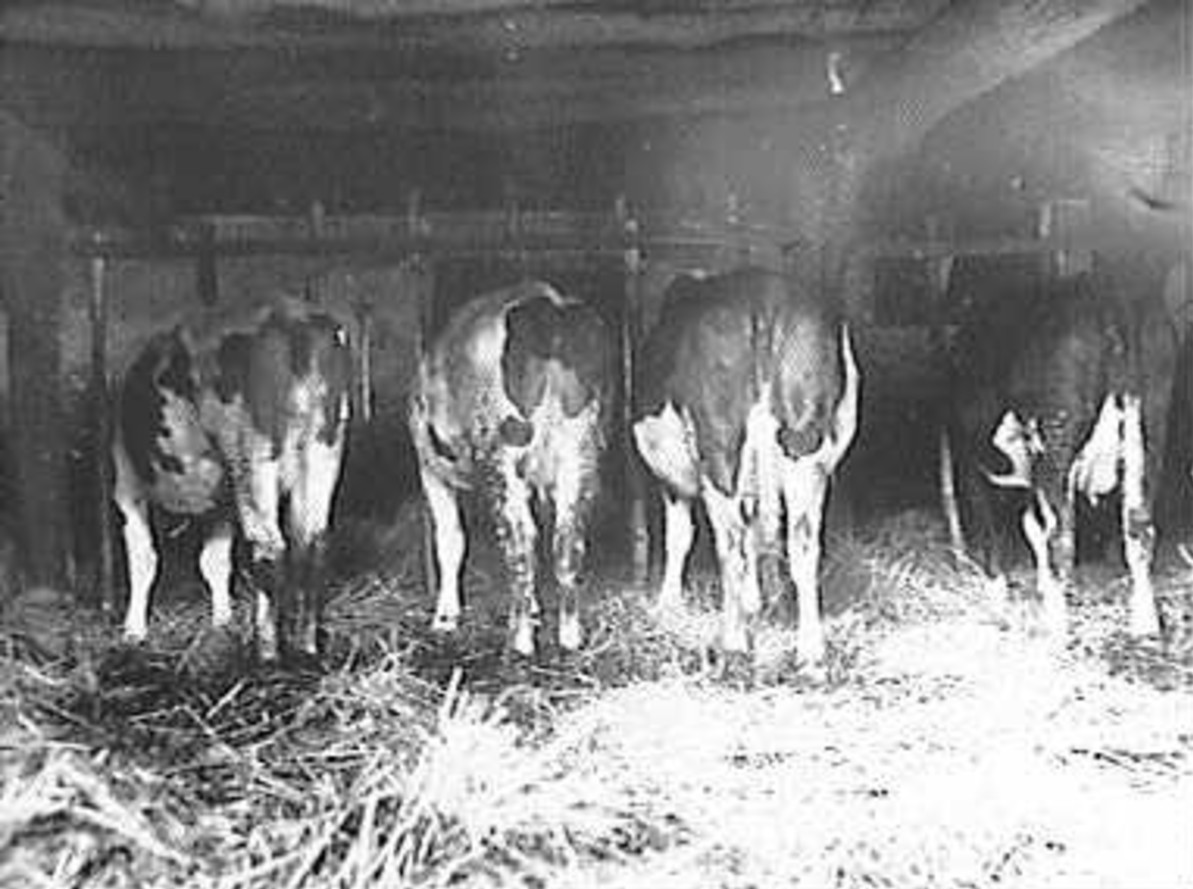
Potstal in Middelbeers

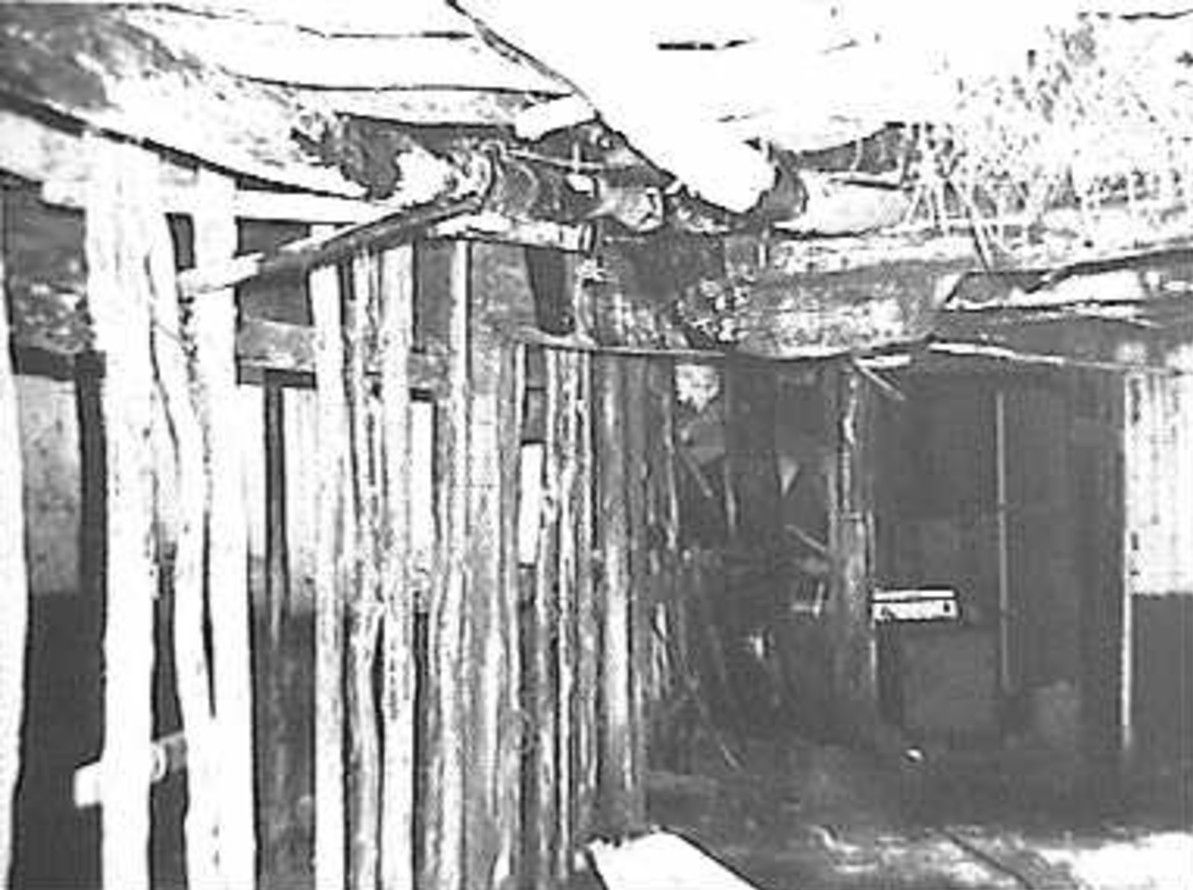
Stalpalen in Aarle

De Oost-Brabantse potstal ontstond na de middeleeuwen als een lokale variant van de potstal. De zandgronden in Oost-Brabant waren zeer schraal en zonder bemesting niet te ontginnen. De boeren legden zich er dan ook op toe zo veel mogelijk mest te produceren. Het was een arbeidsintensieve werkzaamheid die niet aan een bepaald seizoen gebonden was, maar zomer en winter moest doorgaan. Voor de mestproductie was de Oost-Brabantse potstal een belangrijk instrument. Deze stal bestond uit een voorstal waarin de koeien stonden en een achterstal met daarin de mestkuil.

## Voorstal
De voorstal grensde aan de brandmuur die de stal scheidde van het voorhuis. In de brandmuur bevond zich een kijkgat waardoor de knecht 's nachts vanuit zijn bedstee kon zien of er in de stal iets loos was. Vooraan in de stal lag de voergang met daarnaast een rij spijlen. Achter de spijlen lag de koeienstal waarin de koeien zodanig aan de spijlen waren vastgebonden dat ze met hun kop aan de kant van de voergang stonden. Aan de achterkant van die stal lag ter afscheiding een zware eiken balk. Achter die balk begon de achterstal.

## Achterstal
In de achterstal bevond zich een geul met een diepte van ruim een meter, de zoei. Voorbij de zoei was de bodem van de achterstal ongeveer een meter diep uitgegraven, dat was de mestkuil. Over de gebinten van de stal was met balken een schelft gemaakt waarop het hooi lag opgeslagen. In het achterste deel van de achterstal bevonden zich de paardenstal en de varkenskooi. Daartussenin hing een stevig hekwerk van stokken aan de zoldering, met een primitief laddertje daarnaartoe. Op die zogenaamde hennenhoort gingen de kippen 's nachts op stok. Naast de deur naar de schuur stond het gemak, een beerton met daarop een houten deksel met een rond gat waarop ieder die in de boerderij woonde of werkte zijn behoefte deed.
Als de koeien mestten liep het vloeibare deel van de mest, gier genaamd, vanzelf de zoei in. De vaste mestdelen bleven onder de koeien liggen en werden regelmatig vermengd met allerlei organisch strooisel. Het beste materiaal daarvoor was roggestro. Omdat er niet voldoende roggestro was verzamelde men afgestorven onkruid en bladafval dat bij elkaar werd geschraapt van onder heggen en uit droge sloten rond de boerderij. Ook werden op de hei plaggen gestoken. Al deze materialen werden op het erf op een hoop gegooid en voor het onder de beesten werd gestrooid vermengd met teelaarde van de akkers. Door de aanvoer van het strooisel hielden de koeien een enigszins droog ligbed en ontstond een dikke laag mestmengsel.

## Mestkuil
Na ongeveer een week werd het mengsel onder de koeien vandaan geschept. De mest werd verspreid over de bodem van de mestkuil en daardoorheen mengde men de gier uit de zoei en mest uit de varkenskooi. Ten slotte werd het mengsel afgedekt met een laagje teelaarde. Van tijd tot tijd werd ook paardenmest, kippenmest en de inhoud van de beerton door de stalmest in de kuil gemengd. Om zo veel mogelijk mest te kunnen verzamelen werden de koeien ook in het weideseizoen elke nacht en een groot deel van de dag op stal gezet.
Na verloop van tijd raakte de mestkuil helemaal opgevuld met het stalmestmengsel. Dan werd de stal uitgevaren, uitgereden. De mest in de mestkuil was ingedikt tot een zeer vaste substantie, die werkende weg werd versneden in stukken van ongeveer een vierkante meter. Die stukken werden uit elkaar gebroken en de brokken mest werden opgeladen op een eertkar. Om meer ruimte te creëren was voor de staander bij de deur een kromme boom gebruikt, dit heette een kreupele staander. Als de mestkuil zo diep was uitgegraven dat het te moeilijk werd om de stal uit te rijden werd er een karspoor uitgegraven vanaf een meter in de stal tot enkele meters buiten de boerderij. De uitgereden stalmest werd op het erf opgeslagen tot de tijd daar was om het over het land te verspreiden.

## Gezondheid
In de Oost-Brabantse potstal was de hygiëne ver te zoeken. Het was er dompig en donker, en de koeien waren bevuild, wat niet bevorderlijk was voor de kwaliteit van de melk. De mest verspreidde kwalijke ammoniakdampen, die niet alleen schadelijk waren voor mens en dier, maar ook de kwaliteit van het hooi op de schelft boven de stal aantastten. Bovendien vraten de dampen de balken van het gebint aan. De gier in de zoei drong door in de bodem en verontreinigde het grondwater en daarmee het water in de put bij de boerderij, dat daardoor minder geschikt was als drinkwater.
Vanaf de tweede helft van de 19e eeuw werden potstallen in Oost-Brabant omgebouwd tot de grupstallen die efficiënter en hygiënischer zijn.